# Thomas Chatelle
Thomas Chatelle (Jette, 31 marzo 1981) è un ex calciatore belga, di ruolo centrocampista.

## Palmarès

### Club

#### Competizioni nazionali
- Campionato belga: 2

Genk: 2001-2002
Anderlecht: 2009-2010
- Coppa del Belgio: 1

Anderlecht: 2007-2008
- Supercoppa del Belgio: 1

Anderlecht: 2010